# Saint-Étienne-de-Brillouet
Saint-Étienne-de-Brillouet település Franciaországban, Vendée megyében. Lakosainak száma 613 fő (2022. január 1.). Saint-Étienne-de-Brillouet Mouzeuil-Saint-Martin, Nalliers, Pouillé, Saint-Aubin-la-Plaine, Saint-Valérien, Thiré és Saint-Jean-d’Hermine községekkel határos.

## Népesség
A település népessége az elmúlt években az alábbi módon változott:
| Lakosok száma | 558  | 590  | 615  | 615  | 625  | 642  | 632  | 623  | 613  |
|               | 2013 | 2015 | 2016 | 2017 | 2018 | 2019 | 2020 | 2021 | 2022 |